# 文福里
文福里是位於臺灣高雄市鳳山區轄下之一里，位於鳳山區西北側。

## 地名沿革
民國87年（1998年）文福里由文德里分出，且母里為文山里，加上里內有座福德祠，故名文福里。

## 簡介
文福里生活機能完備，距離大潤發約500公尺，到澄清湖僅需10分鐘車程。本里共計22棟大樓，外來人口密集，都市計畫重劃區已重劃完成，陸續興建住宅，提升生活環境水準。

## 里界範圍
東至青年路二段及建國路三段267巷、西至澄清路；南至文享街、北至建國路三段。
北與文衡里為鄰，西接三民區寶民里，南連忠孝里，東鄰文華里。
- 文福里界圖